# Ian Moore (hockeista su ghiaccio)
Ian Moore (Salt Lake City, 4 gennaio 2002) è un hockeista su ghiaccio statunitense, difensore degli Anaheim Ducks (NHL).
Moore è stato scelto dagli stessi Ducks con la 67ª scelta assoluta al 3° round del Draft 2020.